# Claude Bourgelat

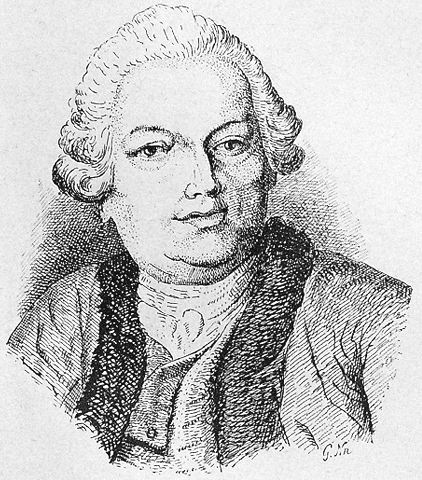
Claude Bourgelat

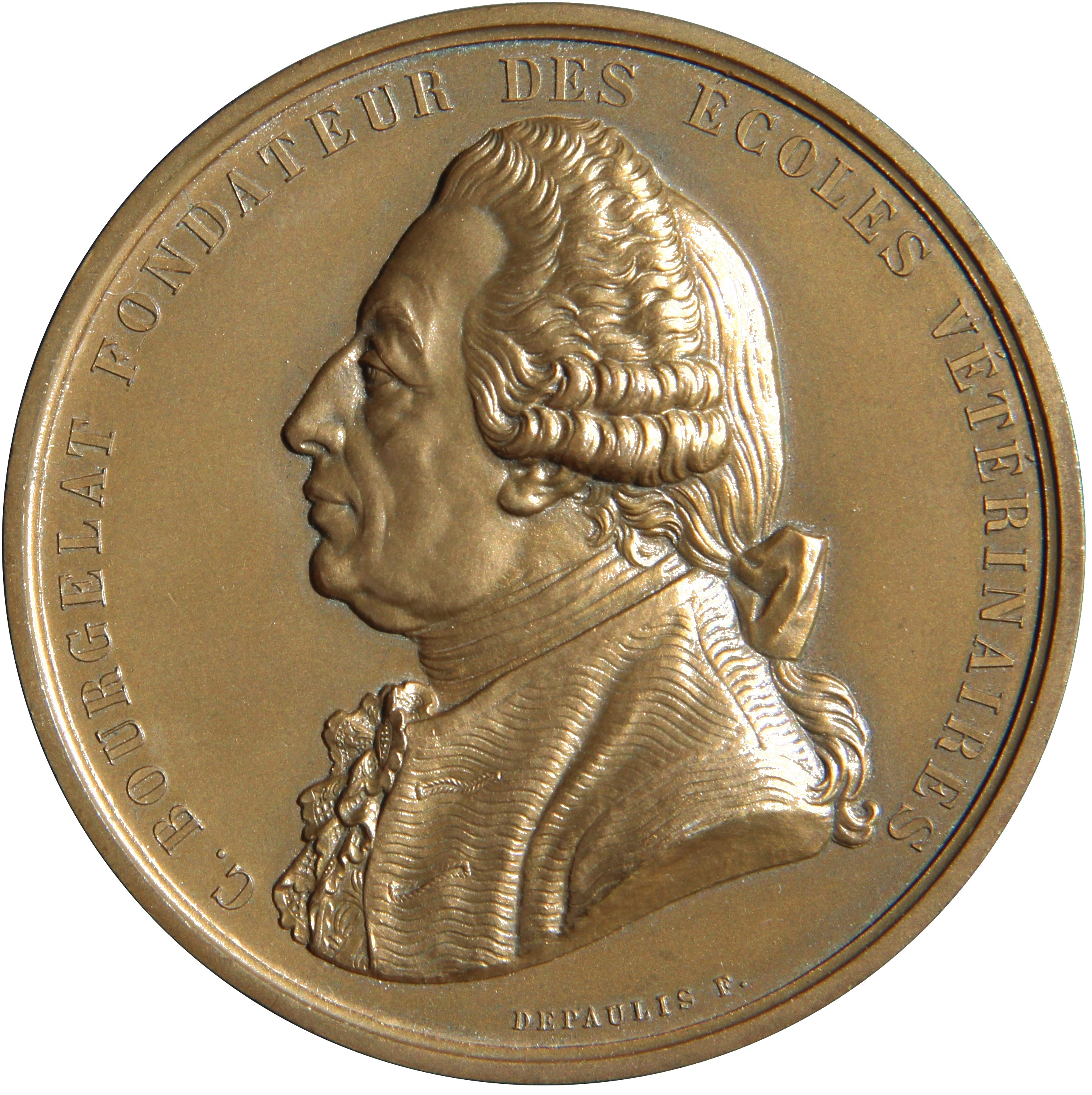
Medalla amb la imatge de Claude Bourgelat d'Alexis Joseph Depaulis

Claude Bourgelat (27 de març de 1712 – 3 de gener de 1779) va ser un veterinari francès. Se'l considera com a fundador de la medicina veterinària científica. Institucionalitza l'ensenyament veterinari amb la creació de dues escoles de veterinària: primer a Lió el 1761 i anys més tard a Maisons-Alfort el 1765.

## Vida i carrera
Bourgelat va néixer a Lió. Inicialment va estudiar dret i va treballar com a advocat, però es va interessar per la medicina veterinària a causa del seu interès pels cavalls.
El 1740, a l'edat de 28 anys, Bourgelat es va convertir en écuyer du roi de l'Académie d’équitation de Lyon. Com a entusiasta aficionat a l'equitació, va desenvolupar un estil d'equitació que encara es fa servir. El 1750 Bourgelat va escriure el seu primer llibre sobre el tema de la medicina veterinària, el qual considerava la idea de fundar una escola veterinària. Va mantenir aquest propòsit ens estudis del 1761, 1762 i 1764, a partir dels quals va ser la peça clau de la fundació de l'Ecole Veterinaire de Lyon. Va fundar el col·legi veterinari específicament per combatre la pesta bovina, i va acreditar als estudiants formats al centre veterinari de Lió que van expandir els nous mètodes per tot Europa i van ajudar a prevenir i curar les malalties animals.
Ens trobem en ple segle xviii amb un pensament il·lustrat que afavoreix la interdisciplinarietat científica. Bourgelat viurà en aquest ambient adoptant les idees fisiocràtiques de François Quesnay i l'enciclopedisme de Georges-Louis Leclerc, comte de Buffon. La connexió entre les disciplines científiques de la història natural, química, medicina i anatomia comparada faran que la veterinària moderna esclati amb força a Europa.
Bourgalet va formar part de l'Acadèmia Francesa de les Ciències i de l'Acadèmia Prussiana de les Ciències. També va contribuir amb Diderot i d'Alambert a l'Encyclopédie.

## Obra
- Le Noveau Newcaslte ou Nouveau Traité de la cavalerie: geometrique, theorique et pratique, Lausanne, 1747, in-12 ; traduit també en anglès
- Éléments d’hippiatrique, ou nouveaux principes, etc., Lyon, 1750-1753, 3 volumes in-8°
- Éléments de l’art vétérinaire à l’usage des élèves des écoles royales vétérinaires. Matière médicale raisonnée, ou Précis dans les médicaments considérés dans leurs effets, avec les formules médicinales de la même école, 1761 ; Lyon, J.-M. Bruyset, 1765, in-8°, XIV-239 p. ; 3e éd., Paris, J.-B. Huzard, 1796, 2 vol. in-8°
- Matière médicale raisonnée ou Précis des médicamens considérés dans leurs effets, à l'usage des élèves de l'École royale vétérinaire, avec les formules médicinales de la même école., etc., Lyon, 1765, in-4°
- Anatomie comparée du cheval, du bœuf et du mouton (suivie de Recherches sur le mécanisme de la rumination), Paris, 1766, in-8° ; traduit en alelmany
- Éléments de l’art vétérinaire à l’usage des élèves des écoles royales vétérinaires, Précis anatomique du corps du cheval, comparé avec celui du bœuf et du moutons, Paris, chez Vallat-la-Chapelle, 1766-1769, in-8°, 530 p. ; 2e éd. (augmentée), Paris, chez la Ve Vallat-la-Chapelle, 1791 ; Paris, chez J.-B. Huzard, 1793, in-8° ; 3e éd. (identique à la précédente), Paris, chez Mme Huzard, 1798, 2 vol. in-8°, 378 et 466 p. ; 4e éd. (augmentée et publié avec des Notes par J.-B. Huzard), Paris, Mme Huzard, 1807, 2 vol. in-8°, 425 et 455 p (Edició 1807 tom 1, tom 2). ; Paris, Mme Huzard, 1832, in-8° ; traduït i publicat en alemany, italià i castellà.
- Art vétérinaire, ou Médecine des animaux, Paris, Impr. de J.-T. Hérissant, chez Vallat-la-Chapelle, 1767, in-4°, 31 p.
- Hippomêtre ou Instrument propre à mesurer les chevaux, & à juger des dimensions & proportions des parties différentes de leurs corps, avec l'explication des moyens de faire usage de cet instrument. Impr Vallat La Chapelle (Paris) 1768
- Traité de la conformation extérieure du cheval, de sa beauté et de ses défauts, Paris, 1769, in-8°
- Essai sur les appareils et sur les bandages propres aux quadrupèdes, avec Philibert Chabert, Paris, Impr. royale, et chez Vallat-la-Chapelle, 1770, in-8°, XIII-106 p. ; nouvelle éd., Paris, Mme Huzard ; 2e éd., Paris, Mme Huzard, 1813, in-8°, XVI-151 p. avec 21 planches ; traduït en alemany
- Ecóle Roayle Veterinaire. Traitement pour l’épizootie qui règne sur les bêtes à cornes, Paris, Impr. royale, 1770, in-4°, 19 p.
- Essai théorique et pratique sur la ferrure, à l’usage des Élèves des Écoles vétérinaires, avec Philibert Chabert, 1re éd., Paris, Impr. royale, 1771, in-8°, XVI-206-XX p. Texte en ligne [archive] ; 2e éd., Paris, chez Mme Huzard, 1805, in-8°, XVI-230 p. ; 3e éd., Paris, Mme Huzard, 1813, in-8°, XVI-222 p.
- Mémoire sur les maladies contagieuses du bétail, avec un sommaire sur une question très-importante, et suivi de l’avis de plusieurs médecins que l’auteur a cru devoir consulter, Paris, Impr. royale, 1775, in-4°, 32-11 p. ; Paris, Impr. royale, 1783, in-4°, 43 p.
- Règlements pour les Écoles royales vétérinaires de France..., Paris, Impr. royale, 1777, in-8°, XIV-255 p.
- Léon Moulé. Correspondance de Claude Bourgelat. 1912 (circa).